# روابط اسرائیل و مراکش
روابط اسرائیل و مغرب روابط رسمی بین دولت اسرائیل و پادشاهی مغرب است.
با این که مغرب اسرائیل را به عنوان یک کشور به رسمیت نمی‌شناخت، روابط این دو پس از تأسیس اسرائیل در سال ۱۹۴۸ به‌طور مخفیانه حفظ شد. سالها حسن دوم روابط مخفیانه با اسرائیل را تسهیل می‌کرد و این امر در ایجاد ثبات در مراکش و شکست دادن تهدیدهای ضد سلطنتی در داخل کشور نقش مهمی داشت. روابط مخفی سابق، علی‌رغم فقدان روابط رسمی، همچنان در رشد روابط اسرائیل و مراکش نقش مهمی دارد. گذرنامه اسرائیلی برای ورود به مراکش با ویزای اعطا شده هنگام ورود پذیرفته می‌شود. در ۱۰ دسامبر سال ۲۰۲۰، اسرائیل و مراکش توافق کردند که روابط دیپلماتیک برقرار کنند و مغرب ششمین عضو اتحادیه عرب که و همراه بحرین، امارات متحده عربی و سودان چهارمین عضو آن در عرض چهار ماه شد که با اسرائیل رابطه برقرار می‌کند.